# 東沃辛和蕭勒姆 (英國國會選區)
東沃辛和蕭勒姆（英語：East Worthing and Shoreham），英國國會一郡選區，位於英格蘭東南部西薩塞克斯郡東南部，包括埃德全部和沃辛東部。
始設於1997年。本區至今的當區議員為保守黨的蒂姆·羅夫頓。他在2010年大選中以48.5%選票成功連任。